# El Ejido (León)
El Ejido, también escrito como El Egido, es un barrio de la ciudad de León, España.  
Está situado en la parte este de la ciudad, entre las calles Miguel Zaera y San Pedro por el lado norte; Reino de León y alcalde Miguel Castaño por el sur; Pendón de Baeza y la Avenida Real al este; y al oeste por las calles Juan XXIII y San Juan. Surgió como barrio en la década de los cincuenta alrededor de una cooperativa de viviendas creada por la parroquia de Jesús Divino Obrero. Hoy en día también se incluye la parroquia de Santo Toribio de Mogrovejo (en la zona del Polígono X). Su avenida más importante es la de José María Fernández, que cruza el barrio de oeste a este desde Puerta Obispo.
El barrio comprende una extensión de más de medio kilómetro cuadrado, que en la actualidad está cruzado por cerca de cuarenta calles. Alberga una población superior a los once mil habitantes.
La parte más cercana al centro de la ciudad es visiblemente más antigua, con abundantes casas unifamiliares o bloques de no más de siete pisos. Conforme el barrio se aleja hacia las afueras, los edificios son de más nueva construcción, siendo los más recientes los construidos a lo largo de la calle Senén Blanco.
Históricamente tomó su nombre de la palabra "ejido" procedente del latín exitus, que significa salida debido a su situación a las afueras de la ciudad de León. 
El segundo club de fútbol en importancia de la localidad de León en la actualidad es el club del barrio, el Club Deportivo Ejido de León, militando actualmente en la 1ª división regional aficionados de Castilla y León.
- Datos: Q2919105